# 8712 Suzuko
8712 Suzuko este un asteroid din centura principală, descoperit pe 2 octombrie 1994, de Kin Endate și Kazuo Watanabe.